# Tramlijn Winschoten - Scheemda
De tramlijn Winschoten - Scheemda was een tramlijn in Groningen tussen Winschoten en Scheemda. 

## Geschiedenis
De lijn werd aangelegd door de Stoomtramweg-Maatschappij Oldambt - Pekela en geopend op 16 september 1882. 
Door allerlei problemen, onder meer verzakking van het spoor, verliepen de eerste exploitatiejaren moeizaam en kon er gedurende langere perioden niet worden gereden. Het lijngedeelte Finsterwolde - Scheemda werd al weer in 1884 opgeheven en de rails werden gebruikt voor de aanleg van de tramlijn Winschoten - Stadskanaal. Een plan om de lijn vanaf Finsterwolde te verlengen via Woldendorp naar Delfzijl is niet uitgevoerd. Pas in 1919 opende Oostelijk Groningen (O.G.), via een andere route, deels over hetzelfde tracé in tegengestelde richting een tramlijn Winschoten - Delfzijl.
Door toenemende concurrentie van autobusdiensten is de lijn gesloten in 1930.